# Nová Bystřice
Nová Bystřice (německy Neu Bistritz, Neu-Bistritz, ale i Neu-Bystric nebo Wistritz) je město v okrese Jindřichův Hradec v Jihočeském kraji při hranici s Rakouskem. Žije v něm přibližně přibližně 3 200 obyvatel.
Nová Bystřice je konečnou stanicí úzkorozchodné železnice z Jindřichova Hradce (Trať 229), otevřené v roce 1897 a v současnosti vlastněné a provozované společností Jindřichohradecké místní dráhy (JHMD).
Historické jádro města je městskou památkovou zónou. Nová Bystřice je pověřená obec, do správního obvodu Nové Bystřice spadají obce Číměř a Staré Město pod Landštejnem.

## Historie
První písemná zmínka o Bystřici (tehdy ještě Vistritz) pochází již z roku 1175, což z tohoto města činí nejstarší sídlo v okrese Jindřichův Hradec. Osada Vistritz byla součást raabského panství v Dolních Rakousech. Po vymření hrabat z Raabsu patřila oblast rodu Zöbingů, kteří ve Vistritzu nechali postavit největší rotundu ve střední Evropě.
Další bystřický pán, Vilém z Landštejna, rebeloval proti Janu Lucemburskému - ten v roce 1318 celé panství vyplenil, čímž způsobil lokální hladomor. Vilém z Landštejna ale později zcela obrátil a stal se královým rádcem.
Roku 1381 se Bystřice stala majetkem rodu Krajířů z Krajku. Za husitských válek byl pánem Bystřice věrný katolík Lipold z Krajku. V roce 1420 Bystřici dobyl a vypálil Jan Žižka, poměrně brzy ale byla znovu vystavěna a pojmenována Nová Bystřice.
Krajíři z Krajku vymřeli v roce 1575 po meči a zadlužené panství se vystřídalo v rukou Lobkowiczů a Kinských. Roku 1615 panství koupila hraběnka Lucie Otýlie z Hradce, který ho poté odkázala svému synovi Adamu Pavlu Slavatovi. Za něho nastal absolutně největší rozvoj bystřického panství.
Po vymření Slavatů se až do zrušení panské správy majitelé novobystřického panství rychle střídali. V roce 1693 Fünfkirchenové oddělili od novobystřického panství Chlum a vytvořili z něj samostatné panství. V roce 1785 Josef II. zrušil paulánský klášter v Klášteře, který v roce 1493 založil paulánský řád. O více než 100 let později sem byla přivedena úzkorozchodná dráha z Jindřichova Hradce.
V důsledku Mnichovské dohody a následného odstoupení pohraničních území se na podzim roku 1938 stala Nová Bystřice součástí říšské župy Dolní Podunají. Osvobozena byla dne 8. května 1945 a o několik dní později bylo německé obyvatelstvo vysídleno a postupně dosídleno českým obyvatelstvem z okolních českých obcí.

### Klášter karmelitánek 1914–1926
Klášter karmelitánek v Nové Bystřici (Kloster Regina Pacis in Neubistritz) založila řádová sestra Gabriela, dcera rakouského generálního prokurátora Eduarda von Liszt a matky Henriette (rozené Wolf), narozená jako Hedwig von Liszt ve Vídni v roce 1866. V roce 1889 Hedvika vstoupila do karmelitánského kláštera ve Vídni-Baumgarten. Brzy se stala podpřevorkou a mistrovou novicek. Kníže-biskup Dr. Josef Kahn von Gurk z vídeňského Karmelu ji požádal o podporu při založení nového kláštera v Himmelau (Schloss Himmelau) v Korutanech. Později založila další klášter v Mariboru (na území historického Dolního Štýrska), který byl knížetem-biskupem Mihaelem Napotnikem vysvěcen 7. ledna 1906 a v roce 1908 jej obývala komunita 8 řádových sester. Z důvodu malé materiální podpory ze strany biskupa se komunita 6 karmelitánek 21. listopadu 1913 usídlila ve Slavonicích v bývalé poustevně u kostela svatého Ducha a později ve Starém Hobzí. Vzhledem k tomu, že se nechtěly stát součástí Řádu bosých karmelitánů, zakoupily na začátku první světové války objekt v Nové Bystřici a zůstaly nezávislé. Z kláštera v Kolíně nad Rýnem obdržely pro svou kapli kopii obrazu Panny Marie (Regina pacis). Po rozpadu habsburské říše vzrostla v roce 1918 nově založeném Československu protiněmecká a protikatolická nálada (Pryč od Říma), jež vedla k prvnímu rušení německých klášterů. V roce 1926 musely karmelitky svůj klášter opustit. Komunita osmi karmelitek se přestěhovala do Rödelmaieru v Dolních Frankách (Kloster Regina Pacis in Rödelmaier), kde získaly zámeček s parkem a ovocným sadem. Zakladatelka kláštera matka představená Gabriela von Liszt zemřela 31. prosince 1941 a byla jako první pochována na klášterním hřbitově.

## Geografie
Nová Bystřice leží na státních hranicích s Rakouskem, nachází se zde silniční hraniční přechod Nová Bystřice-Grametten. Na turistických stezkách Smrčná-Haugschlag a Artolec-Hirschenschlag jsou pro přechod státní hranice určená místa. Po plném zapojení České republiky do schengenského prostoru zde vzniklo další přeshraniční propojení v úseku Peršlák - Rottal a v úseku Artolec-Hirschenschlag vznikly společné hraniční cesty.
Nová Bystřice sousedí s městem Stráž nad Nežárkou a obcemi Číměř, Člunek, Kunžak, Český Rudolec a Staré Město pod Landštejnem.

## Přírodní poměry
Nová Bystřice leží 590 metrů nad mořem v Novobystřické vrchovině, která je součástí Javořické vrchoviny, nejvyšším bodem Nové Bystřice je Kunějovský vrch (725 m n. m.).
49 % rozlohy města (39,99 km²) tvoří lesy, zatímco pouhých 0,7 % rozlohy je zastavěných. Značnou část území zabírají také rybníky (Osika, Mnišský rybník, Bystřický rybník), které většinou napájí říčka Dračice.

### Přírodní parky
Území Nové Bystřice je součástí dvou přírodních parků - na západě zasahuje do přírodního parku Homolka – Vojířov, většina území obce poté spadá do přírodního parku Česká Kanada.

### Přírodní rezervace
- Lesní rybník Blanko

### Přírodní památky
- Mnišský rybník[16]
- Rybník Osika[16]

## Obyvatelstvo
| Rok            | 1869  | 1880  | 1890  | 1900  | 1910  | 1921  | 1930  | 1950  | 1961  | 1970  | 1980  | 1991  | 2001  | 2011  | 2021  |
| -------------- | ----- | ----- | ----- | ----- | ----- | ----- | ----- | ----- | ----- | ----- | ----- | ----- | ----- | ----- | ----- |
| Počet obyvatel | 8 652 | 8 492 | 8 012 | 7 661 | 7 511 | 6 687 | 6 259 | 4 214 | 3 615 | 3 419 | 3 215 | 3 303 | 3 407 | 3 258 | 3 089 |
| Počet domů     | 1 158 | 1 205 | 1 192 | 1 206 | 1 221 | 1 261 | 1 315 | 1 017 | 740   | 718   | 702   | 851   | 914   | 1 021 | 1 076 |

## Městská správa a politika

### Části města
Město Nová Bystřice se skládá ze třinácti částí na třinácti katastrálních územích.
- Albeř (i název k. ú, německy Albern; připojeno 1. ledna 1976[19])
- Artolec (i název k. ú, německy Artholz)
- Blato, do r. 1956 Žišpachy (k. ú. Blato u Hůrek, německy Sichelbach)
- Hradiště (k. ú. Hradiště u Nové Bystřice, německy Burgstall')
- Hůrky (i název k. ú, německy Adamsfreiheit), dříve město
- Klášter (i název k. ú, německy Kloster; také k. ú. Konrac)
- Klenová (k. ú. Klenová u Hůrek, německy Leinbaum)
- Nová Bystřice (i název k. ú, také neosídlené k. ú. Mnich u Nové Bystřice)
- Nový Vojířov (i název k. ú, též Peršlák, Bernšlag, německy Böhmisch Bernschlag)
- Ovčárna (leží v k. ú. Nová Bystřice, německy Schäferei)
- Senotín (i název k. ú, německy Zinolten)
- Skalka (k. ú. Skalka u Nové Bystřice, Kebharec, německy Kebharz)
- Smrčná (leží v k. ú. Nová Bystřice, německy Fichtau)

### Politika
Nová Bystřice je baštou České strany sociálně demokratické, která zde vyhrála všechny volby od roku 1998 a v městském zastupitelstvu má nadpoloviční většinu. I v komunálních volbách v roce 2018 zde ČSSD zvítězila a udržela si i většinu v zastupitelstvu (8 zastupitelů z celkových 15). V letech 1998–2008 byl starostou Nové Bystřice Jiří Zimola, v letech 2008 až 2017 hejtman Jihočeského kraje. Starostou města se stal znovu v prosinci roku 2020 poté, co jeho předchůdce Vladimír Bláha odešel do důchodu.
|                  | ČSSD  | ODS   | KSČM  | KDU-ČSL |
| ---------------- | ----- | ----- | ----- | ------- |
| Komunální 1994   | 47,46 | 47,46 | 49,45 | -       |
| Parlamentní 1996 | 29,77 | 21,65 | 20,63 | 4,55    |
| Parlamentní 1998 | 39,32 | 20,87 | 19,50 | 5,15    |
| Komunální 1998   | 47,29 | -     | 33,27 | 10,61   |
| Krajské 2000     | 20,02 | 16,46 | 37,31 | 13,30   |
| Parlamentní 2002 | 37,47 | 18,69 | 28,78 | 6,72    |
| Komunální 2002   | 51,11 | 13,11 | 23,19 | 12,59   |
| Evropské 2004    | 11,98 | 27,52 | 32,20 | 3,18    |
| Krajské 2004     | 26,89 | 30,95 | 30,67 | 3,64    |
| Parlamentní 2006 | 32,91 | 31,16 | 22,32 | 4,45    |
| Komunální 2006   | 52,52 | 24,13 | 23,36 | -       |
| Krajské 2008     | 61,38 | 17,78 | 15,76 | 0,82    |
| Evropské 2009    | 32,33 | 27,83 | 22,50 | 2,16    |
| Parlamentní 2010 | 28,87 | 16,94 | 20,23 | 1,12    |
| Komunální 2010   | 51,58 | 8,10  | 15,64 | -       |
| Evropské 2014    | 17,56 | 8,21  | 25,21 | 1,98    |
| Komunální 2018   | 50,12 | -     | 14,29 | -       |
| Evropské 2019    | 5,76  | 14,95 | 13,87 | 1,08    |

### Městské symboly
Znak města je historický, vlajka byla městu udělena rozhodnutím předsedy Poslanecké sněmovny Parlamentu České republiky dne 25. listopadu 2003.

## Ekonomika města

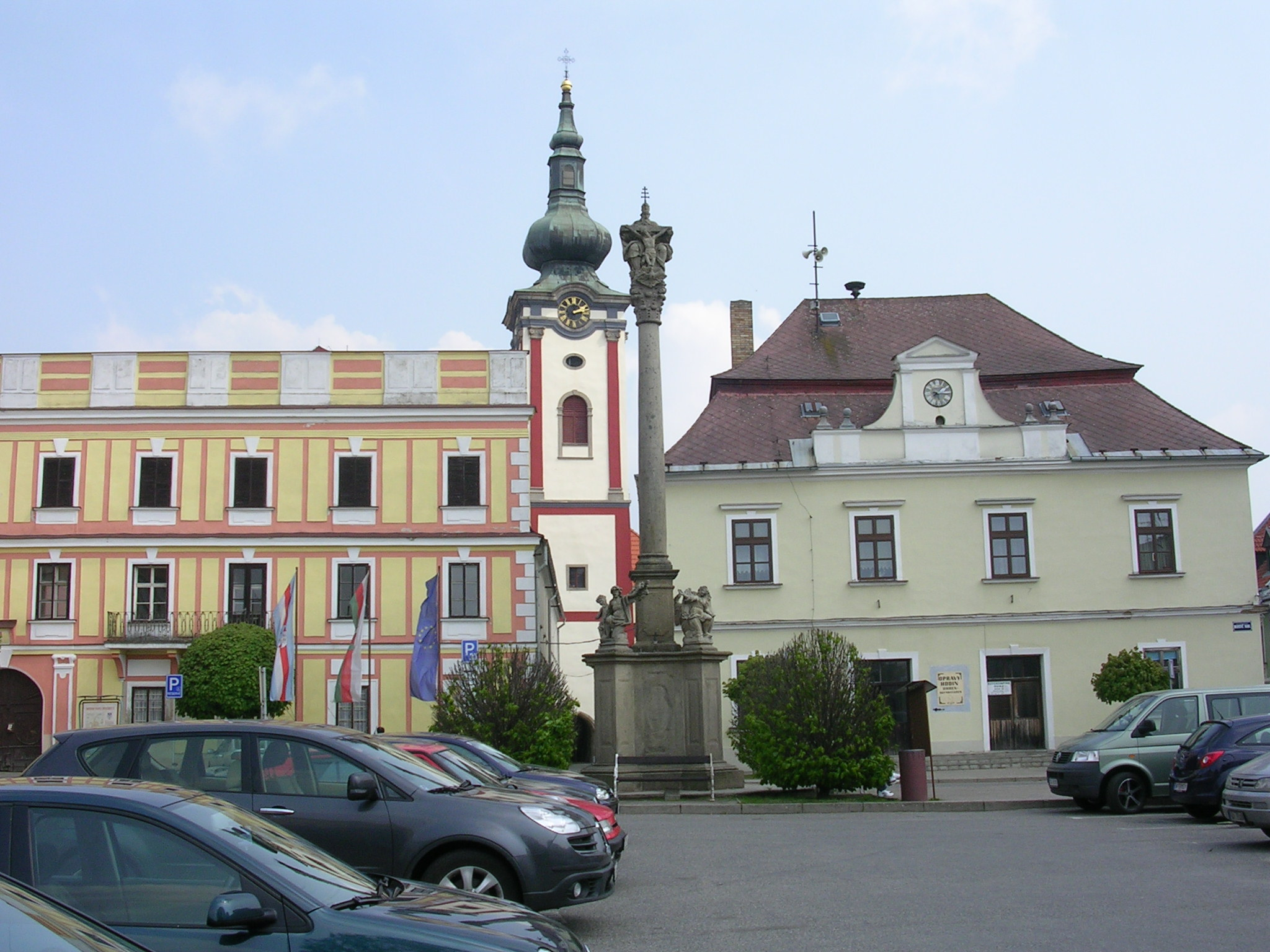
Mírové náměstí, horní část

Tradiční zaměření na textilní výrobu se mění zejména na služby v turistickém ruchu. Ve městě existuje několik restauračních zařízení, hotelů a penzionů. Mezi hlavní lákadla patří okolní příroda České Kanady s mnoha cyklostezkami, běžkařskými trasami, golfovým hřištěm a rybníkem Osika.

## Pamětihodnosti
- Na východní straně náměstí stojí Novobystřický zámek, který vznikl přestavbou hradu ze čtrnáctého století.
- Kostel sv. Kateřiny
- Kostel sv. Petra a Pavla
- Sloup Nejsvětější Trojice na Mírovém náměstí
- Kámen republiky u Lesního hotelu Peršlák „Naše je a naše zůstane“
- Kašna se sochou sv. Lukáše
- městské opevnění
- Úzkokolejka do Jindřichova Hradce – v letní sezóně provoz historického parního vlaku
- Židovský hřbitov u silnice II/128 od Jindřichova Hradce

## Muzea
- Muzeum veteránů[24]
- Regionální úzkokolejné muzeum Nová Bystřice[25]

## Rodáci
- Adam Pavel Slavata (1604–1657), český šlechtic
- Anton von Reisner (1750–1822), rakouský polní podmaršálek (německy feldmarschalleutnant)[26][27]
- František Belani (1815–1882), český strojní a hutní inženýr italského původu, podnikatel a inovátor
- Franz Jaksch (1851–1931), houslista, vojenský kapelník a skladatel[28]
- Josef Mauczka (1872–1917), právník a pedagog

## Partnerská města
- Heidenreichstein, Rakousko